# Polska Partia Socjalistyczna zaboru pruskiego
Polska Partia Socjalistyczna zaboru pruskiego (niem. Polnische Sozialistische Partei in Preußen) – partia robotnicza, która powstała z połączenia polskich organizacji socjalistycznych działających w Niemczech. Została założona w 1893 jako odrębna organizacja partyjna, jednak do 1913 była powiązana finansowo oraz w kwestiach wyborczych z Socjaldemokratyczną Partią Niemiec (SPD).
Współpracowała z Polską Partią Socjalistyczną, Związkiem Zagranicznym Socjalistów Polskich i Polską Partią Socjalno-Demokratyczną Galicji i Śląska Cieszyńskiego (PPSD). Dążyła do powstania niepodległego państwa polskiego o ustroju demokratycznym. W 1919 weszła w skład Polskiej Partii Socjalistycznej.

## Historia
Partia została założona 10 września 1893 na zjeździe w Berlinie (I Zjazd). W zjeździe uczestniczyli przedstawiciele: Berlina, Poznania, Krotoszyna, Gniezna, Zabrza, Królewskiej Huty, Wrocławia, Bremy, Ostrowa, Hamburga, Wilhelmsburga i Rixdorfu. Za jednostkę organizacyjną uznawano wiece, które wybierały mężów zaufania. Tam, gdzie było to niemożliwe, zarząd partii mianował mężów zaufania. Partią miał kierować zarząd wyłaniany przez doroczny zjazd delegatów.
Do pierwszego zarządu wybrano: Augusta Berfusa (przewodniczący), Franciszka Morawskiego (sekretarz), Stefana Thiela (skarbnik), Stanisława Przybyszewskiego (zastępca sekretarza), Franciszka Merkowskiego (doradca). W istocie była to odrębna organizacja od SPD, choć związana z nią wieloma więzami (m.in. kwestia finansowania „Gazety Robotniczej”). Partia zaraz po założeniu została skrytykowana przez Różę Luksemburg jako  szowinistyczna.
Na III Zjeździe w Berlinie w czerwcu 1897 jednogłośnie przyjęto do programu rezolucję londyńskiego kongresu Międzynarodówki o prawie narodów do samostanowienia. W tym czasie partia kierowała coraz wyraźniej swoje działania na Górny Śląsk, skąd w wyborach w 1898 kandydował Franciszek Morawski, który uzyskał 9829 głosów (w tym samym okręgu kandydat niemiecki w 1893 uzyskał 646 głosów). Z powodu tego sukcesu, PPS zaboru pruskiego weszła w ostry spór z dr Winterem z SPD, który usiłował organizować działania partii niemieckiej na terenie polskim.
Na V Zjeździe w kwietniu 1900 Róża Luksemburg usiłowała spowodować wydanie uchwały rozwiązanie partii poprzez delegatów poznańskich. Jednak wycofała się z tej propozycji i zaproponowała przyjęcie uchwały przewidującej „odłożenie frazesów narodowościowych” i poparcie niemieckiego ruchu robotniczego. Zjazd nie przyjął tej propozycji, polecił natomiast poczynienie starań o przeniesienie „Gazety Robotniczej” na Górny Śląsk do środowisk polskich.
W lutym 1900 ciężar działań partyjnych przeniósł się do Katowic, gdzie wraz z gazetą przenieśli się: Franciszek Morawski oraz Jerzy Haase oraz Estera Golde-Stróżecka. W 1902 policja aresztowała pięciu redaktorów „Gazety Robotniczej” (m.in. Franciszka Morawskiego, Esterę Golde i Jerzego Hassego). Zastąpili ich jednak Franciszek Trąbalski, a później Józef Biniszkiewicz. Pomimo działań policyjnych przeciwko polskim socjalistom, siedzący w więzieniu Franciszek Morawski otrzymał w wyborach w czerwcu 1903 roku 10 041 głosów.
Wobec dużego kryzysu partii, SPD zażądała ponownego przyjęcia do partii oraz przekazanie „Gazety Robotniczej” w ręce Róży Luksemburg i Marcina Kasprzaka. Zażądano ponadto zawarcia umowy, w której PPS przyjmuje wyłącznie „program erfurcki”, bez dodatkowych elementów dotyczących niepodległości Polski. Organizacja PPS odrzuciła te warunki, zaś w czasie debaty na zjeździe SPD w 1903 w Dreźnie uznano samodzielność organizacji PPS zaboru pruskiego.
W 1905 powstrzymano próbę „zjednoczenia” z SPD, zaś na VIII Zjeździe w kwietniu 1905 w Katowicach podtrzymano tendencje separatystyczne. Spowodowało to odejście z partii przewodniczącego Augusta Berfusa, zaś kierownictwo objął Franciszek Morawski. Jednak osłabienie lokalnego polskiego ruchu socjalistycznego spowodowanie wsparciem PPS w zaborze rosyjskim, powrót części działaczy do zaboru rosyjskiego (Jerzy Hasse, Estera Golde-Strózecka) oraz śmierć Franciszka Morawskiego spowodowały potrzebę zbliżenia z partią niemiecką. W 1906 doszło do ugody pomiędzy PPS a SPD uzależniającą partię od SPD przy zachowaniu własnej nazwy, struktury oraz władz. W 1907 kierownictwo partii objął Józef Adamek.
Partia działała głównie na Górnym Śląsku (który nigdy nie był pod zaborem pruskim, a pod administracją pruską w wyniku zdarzeń historycznych) i wśród robotników polskich w Niemczech. W 1910 liczyła ok. 2 tys. członków, czego blisko 1500 na Górnym Śląsku. Od 1910 kierowanie partią objął Józef Biniszkiewicz.
W 1913 na zjeździe SPD w Jenie, zniesiono warunki porozumienia z 1906 i wyrażono oczekiwanie, iż polscy socjaliści przyłącza się do SPD. Wobec takiej postawy XV Zjazd w grudniu 1913 w Oświęcimiu, uchwalił zupełną odrębność Polskiej Partii Socjalistycznej oraz ruchu zawodowego. Postanowiono w miejsce „Gazety Robotniczej” założyć „Dziennik Robotniczy” oraz utworzyć własną centralę związkową „Centralny Związek Zawodowy Polski”. W czasie I wojny światowej partia praktycznie zawiesiła swoją działalność.
W 1918 partia zaczęła ponownie aktywną działalność. W skład Komitetu Wykonawczego wchodzili: Józef Biniszkiewicz (przewodniczący), Wiktor Rumpfelt (sekretarz) i Antoni Czajor (członek). Pomiędzy 1918 a 1919 rokiem organizacja na Górnym Śląsku zwiększyła się z 1675 do 4702 członków. W lutym 1919 odbudowano organizację w Wielkopolsce.
21 kwietnia 1919 na XVI Zjeździe PPS zaboru pruskiego w Załężu, podjęto decyzję o połączeniu się z Polską Partią Socjalistyczną. W przyjętej rezolucji partia potwierdziła, iż stoi na stanowisku budowy państwowości polskiej oraz zaprowadzenia takiego ustroju społeczno-politycznego, który będzie odpowiadał interesom klasy robotniczej
Na Kongresie Zjednoczeniowym (XVI Zjazd PPS) 27–28 kwietnia 1919 ustalono, iż w ramach wspólnej 34-osobowej Rady Naczelnej PPS, 6 przedstawicieli będzie reprezentować zabór pruski (4 z Górnego Śląska i 2 z Wielkopolski). W istocie do rady weszli: Czesław Porankiewicz (od września 1919) oraz Stanisław Wierbiński (do października 1919), obaj reprezentujący Wielkopolskę. Przedstawiciele Górnego Śląska nie zostali wyłonieni. PPS zaboru pruskiego we wspólnej Radzie Naczelnej reprezentował Józef Biniszkiewicz jako współprzewodniczący rady wraz Bronisławem Ziemięckim i Ignacym Daszyńskim.